# Nephelomys moerex
Nephelomys moerex là một loài động vật gặm nhấm thuộc chi Nephelomys trong họ Cricetidae. Đây là loài bản địa ở Mindo ở phía tây Ecuador.

## Phân loại
Chúng được đặt tên nơi nó được ghi nhận lại cùng với ba loài gặm nhấm khác của nhóm chuột gạo (Oryzomyini), Sigmodontomys aphrastus, Mindomys hammondi và Handleyomys alfaroi, cũng như ba loài khác là loài Chironectes minimus và các loài không xác định được trong chi Didelphis và Marmosa. Mindo có nghĩa là một "cộng đồng nông nghiệp nhỏ bé" nằm ở 0 ° 02'S, 78 ° 48'W và cao 1.264 m (4.150 ft). Nó ban đầu được mô tả bởi ông Oldfield Thomas như là một phân loài của Oryzomys albigularis. Nó vẫn được đồng nghĩa với loài này cho đến khi nó được công nhận là một loài riêng biệt khi chi Nephelomys được thiết lập cho Oryzomys albigularis và các loài liên quan vào năm 2006. 

## Đặc điểm
Không giống như loài thuộc chi mình, N. albigularis, xương sọ của sọ được nối chủ yếu với xương hàm trên, không bằng xương hàm trên và mặt trước. Cái lỗ thủng trong vòm miệng giữa răng cửa và răng hàm, ngắn hơn một số loài thuộc chi Nephelomys khác, không trải dài giữa răng hàm và gần răng hàm răng rộng hơn so với trước, cũng không giống như ở một số loài khác của chi này. Những lỗ này có hình dạng tương tự như ở N. nimbosus. Phần mở rộng của xương hộp sọ, tách hai lỗ hổng trong hộp sọ, tai xoắn ốc mặc dù nó thường vắng bóng ở các loài thuộc chi Nephelomy khác.